# Саксаганський дериваційний тунель

Схема тунелю

Техногенне гирло Саксагані — вихідний портал

Саксаганський дериваційний тунель — тунель, завдовжки 5,3 км, яким прямує річка Саксагань під проспектом Дзержинського, на глибинах від денної поверхні 24-65 м, від Саксаганського водосховища до вихідного порталу на річці Інгулець (Чорногорка).
Споруджено у 1957, одночасно з Дзержинським (Саксаганським) водосховищем. Діаметр у світлі — 3,5 м.
- Вхідний портал —
- Вихідний портал —

Вихідний портал — тобто сьогоденне гирло річки Саксагань знаходиться на 1,5 км нижче за течією річки Інгулець, ніж історичне гирло де на початок XXI сторіччя існує човникова станція.
Будівництво тунелю було зумовлено наявністю багатих залізних руд в річищі Саксагані, по відведенню річки було розпочато видобуток залізної руди. На початок XXI сторіччя — кар'єри Північний та Південний (на схемі оконтурено жовтим кольором), розташовані в шахтному полі РУ Кірова, належать заводу імені Ілліча.
На своєму шляху тунель приймає притоку — 24 м штучний водоспад з балки Червона.